# NGC 4889
NGC 4889, també coneguda com a Caldwell 35, és una galàxia el·líptica supergegant de classe 4, la més brillant dins del Cúmul de Coma i un objecte de Caldwell en la constel·lació de Coma Berenices. Brilla amb una magnitud de +11,4. Les seves coordenades celestes són RA 13h00.1m, DEC +27° 59′. Està localitzada prop d'estrella de la classe G Beta Comae Berenices, la galàxia NGC 4874 (també en el Cúmul de Coma), i el Pol Nord Galàctic. Es troba a aproximadament 308 milions d'anys llum de distància. El grup principal està retrocedint a aproximadament 7.000 quilòmetres per segon, mentre que NGC 4889 s'està retrocedint a 6495 quilòmetres per segon.
A partir de desembre de 2011, NGC 4889 alberga el forat negre directament observat més gran fins a la data, amb una massa estimada en 21 mil milions de masses solars (millor aproximació; el rang possible de masses és de 6-37 mil milions de masses solars).